# Acanthoscurria geniculata
La tarántula de rodillas blancas (Acanthoscurria geniculata) es una araña migalomorfa de unos 8 cm y que puede alcanzar 20 cm de legspan (largo comprendido entre la primera pata de un lado hasta la cuarta pata del lado opuesto). Al contrario de muchas otras tarántulas terrestres, esta se ve colorida debido a sus pelos blancos brillantes alrededor de las articulaciones de sus piernas. Su cuerpo es de color negro con cerdas largas de color rojo en el opistosoma.

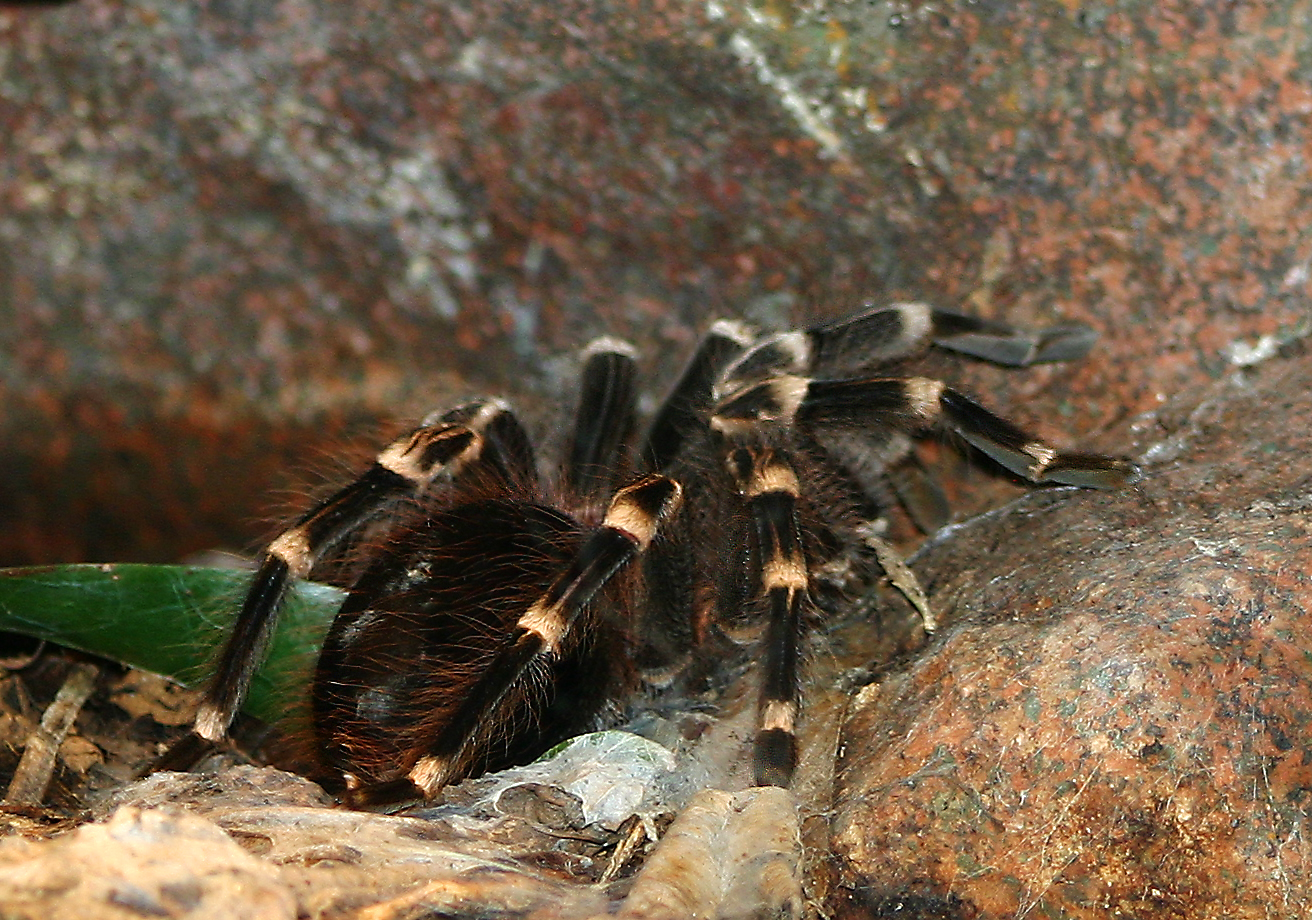
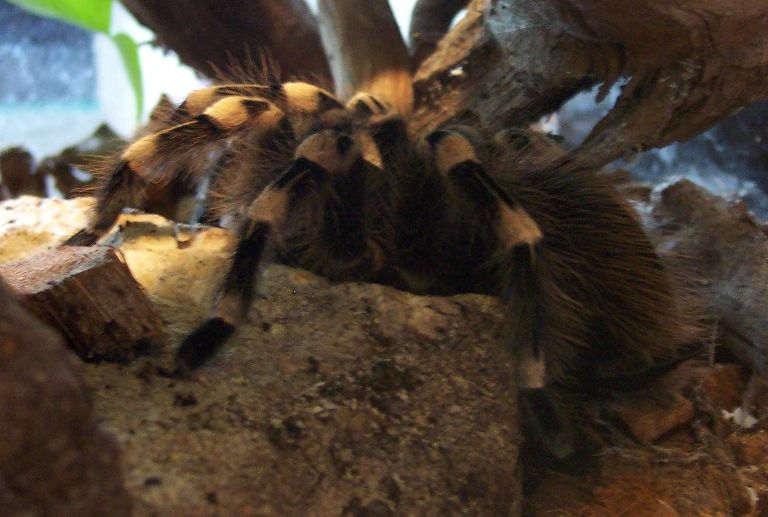

Vive en el Norte de Brasil, en la pluviselva tropical. Habita en madrigueras, pero también bajo rocas y en troncos en descomposición. Se alimenta de casi todos los animales pequeños que estén en su hábitat, como grillos y langostas, o pequeños mamíferos, como ratones.
La tarántula de rodillas blancas es muy apetecida como mascota, debido a su tamaño y su coloración. Son ligeramente defensivas, capaces de proyectar hacia el agresor sus cerdas urticantes, que en el caso del humano son algo irritantes. Son fáciles de provocar, pero afortunadamente, dado que poseen cerdas urticantes, morder no es típicamente su primer acto de defensa. Su veneno no es médicamente relevante, pero, por su tamaño, el daño de la mordida puede ser de consideración.